# SSX Blur
SSX Blur är ett snowboardspel till Wii som släpptes den 27 februari 2007. Spelet utvecklades av EA Montreal och EA Sports. Till skillnad från de andra SSX-spelen finns inte SSX Blur tillgängligt till PlayStation 2, Xbox eller Gamecube, utan är skapat exklusivt för Wii.

## Spelkänslan
Precis som SSX, SSX Tricky, SSX 3 och SSX On Tour är SSX Blur ett spel i SSX-serien. Men SSX Blur har inte samma karaktärer som de tidigare spelen, utan är en blandning av SSX 3 och SSX On Tour. I SSX Blur kan man utöver snowboard även åka skidor precis som i föregångaren SSX On Tour. Dessutom har spelet, precis som SSX 3, tre berg.

## Karaktärer

### Veteraner
- Elise Riggs
- Jean-Paul "JP" Arsenault
- Kaori Nishidake
- Mackensie "Mac" Frasier
- Moby Jones
- Psymon Stark
- Zoe Payne

### Sophomores
- Skye Simms
- Allegra Sauvagess
- Griff Simmons

### Nybörjare
- Felix Lévesque
- Maya Nolet